# Metalimnophila productella
Metalimnophila productella är en tvåvingeart. Metalimnophila productella ingår i släktet Metalimnophila och familjen småharkrankar.

## Underarter
Arten delas in i följande underarter:
- M. p. productella
- M. p. banksiana